# Pseudoleucaspis monticola
Pseudoleucaspis monticola är en insektsart som beskrevs av Mamet 1939. Pseudoleucaspis monticola ingår i släktet Pseudoleucaspis och familjen pansarsköldlöss.
Artens utbredningsområde är Mauritius. Inga underarter finns listade i Catalogue of Life.